# Áreas protegidas de Madagascar

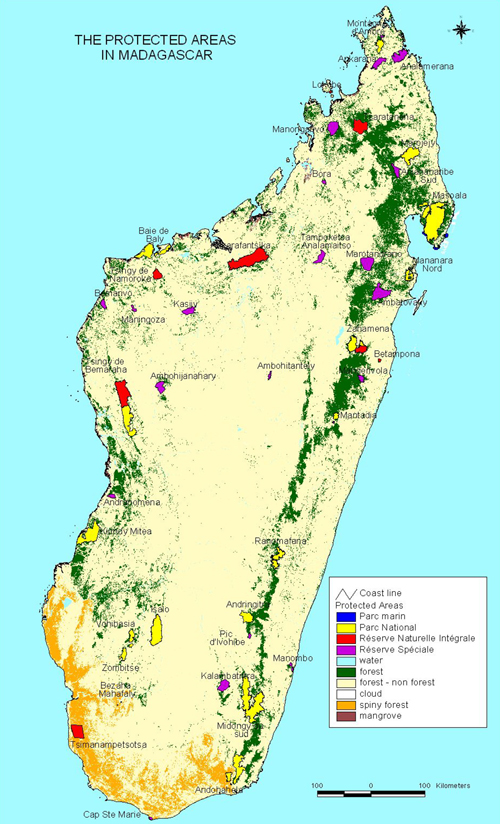
Áreas protegidas de Madagascar. En verde, lo que queda de bosque; en amarillo, los parques nacionales; en rojo, las reservas naturales integrales; en lila, las reservas especiales; en marrón claro, al sur, bosque espinoso, y en marrón oscuro, en el noroeste, manglares.

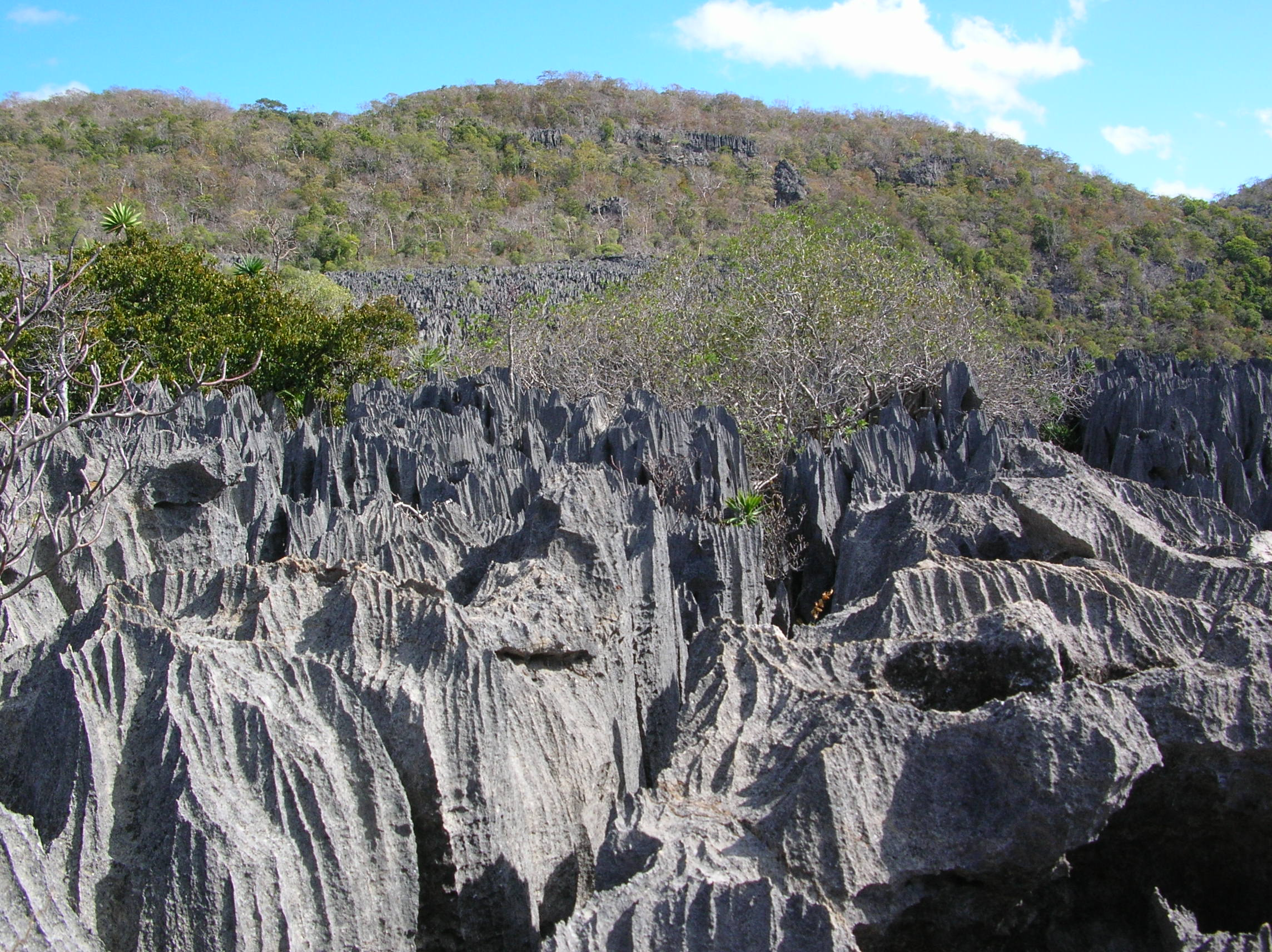
Ankarana

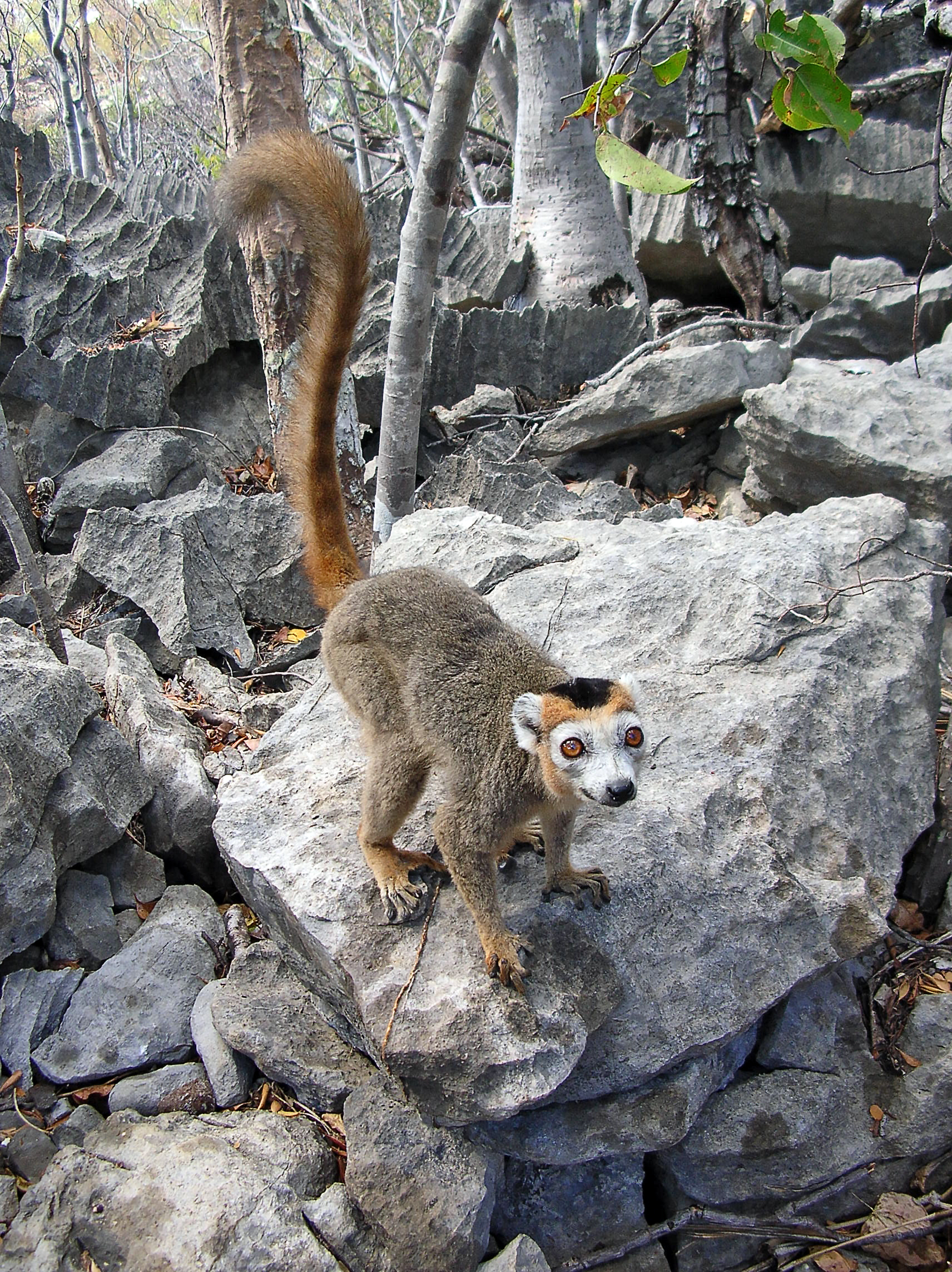
Lémur coronado

En Madagascar, en 2021, hay 171 áreas protegidas, que ocupan una superficie de 44.521 km², el 7,49% de la superficie del país, además de 11.018 km² de áreas marinas, el 0,91% de los 1.205.825 km² que pertenecen a Madagascar. De estas, 71 son parques nacionales, 1 es un parque natural (Makira, 7224 km²), 1 es un área marina protegida (Soariake, 450 km²), 2 son reservas naturales estrictas, 21 son reservas especiales, 27 son áreas marinas gestionadas localmente, 1 es una reserva de caza, 2 son reservas de recursos naturales y 5 son áreas protegidas nuevas.
Como designaciones internacionales, 2 lugares están catalogados como patrimonio de la humanidad, 19 son sitios Ramsar y 3 reservas de la biosfera de la UNESCO.
La organización Ramsar para la protección de las aves tiene catalogados en Madagascar 21 sitios Ramsar considerados humedales de importancia internacional, que ocupan una extensión de 21.479 km². Por otra parte, según BirdLife International en Madagascar hay 84 áreas IBAs (Important Bird and Biodiversity Areas), de las que 17 están en peligro. En total, cubren una superficie de 5,840,853 ha. Además hay 7 EBAs (Endemic Bird Areas).

## Parques nacionales

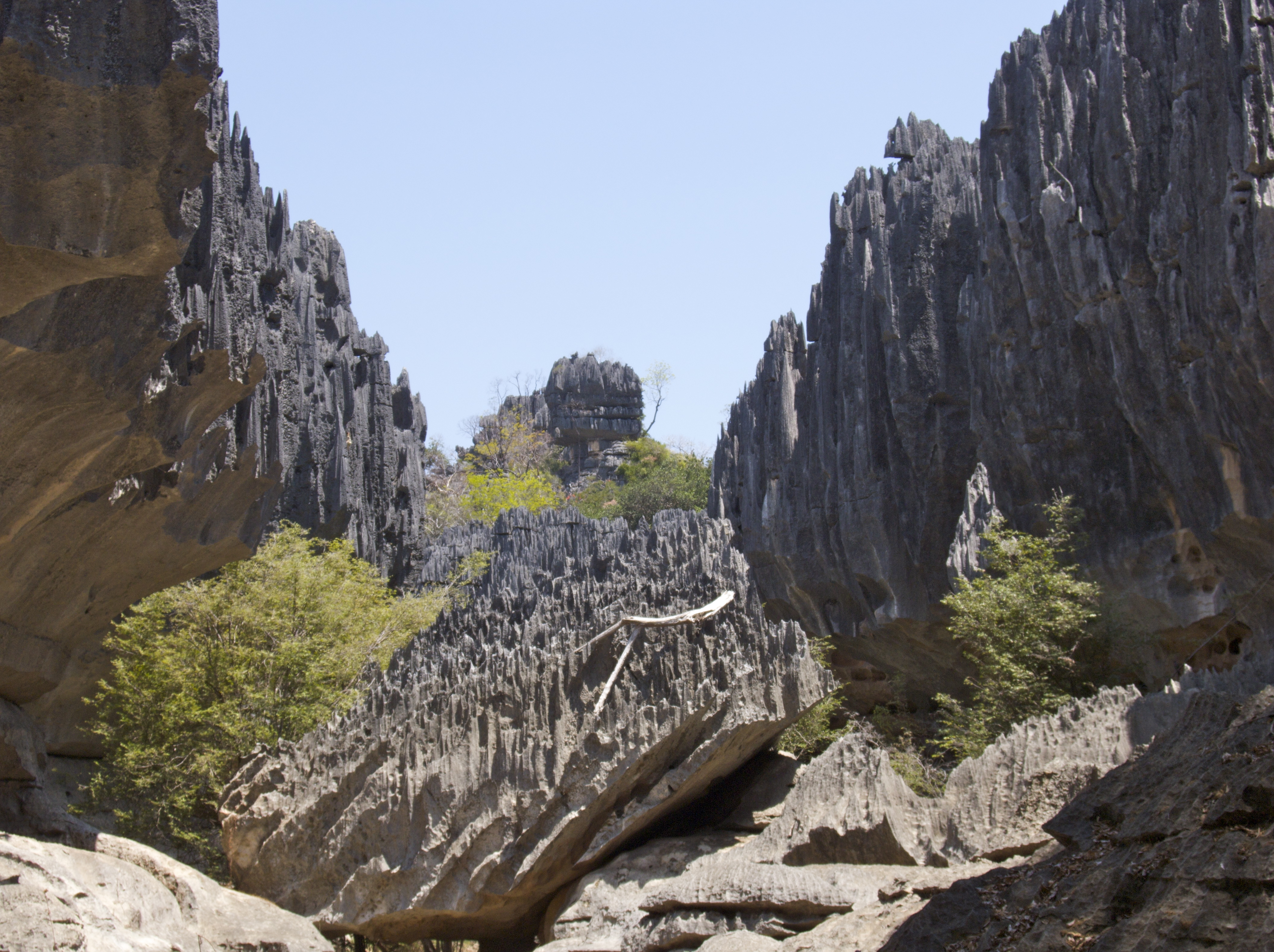
Parque nacional de Namoroka

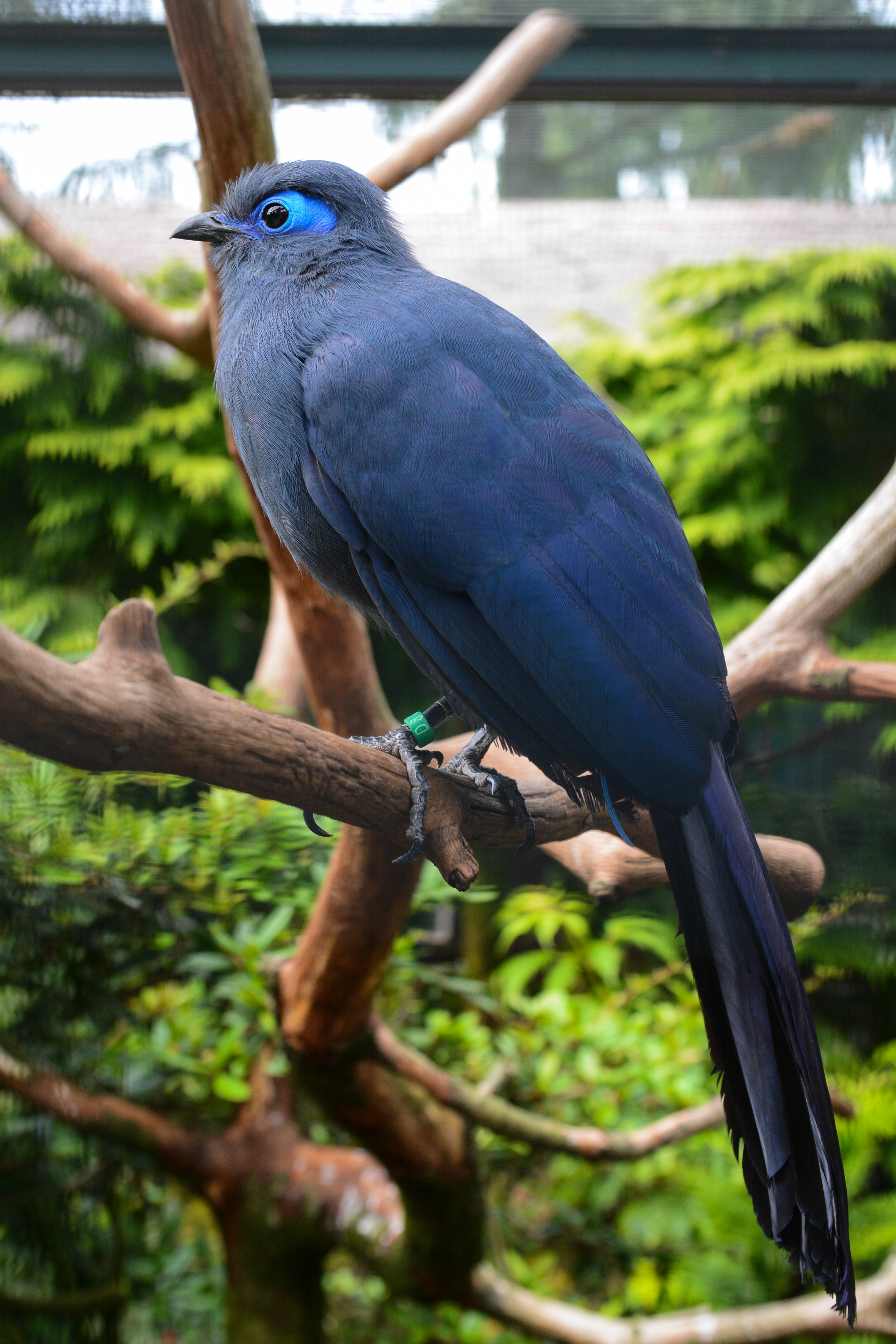
Cúa azul, endémica de Madagascar.

- Parque nacional de la Montaña de Ámbar, 182 km²
- Parque nacional de Andasibe-Mantadia, 155 km²
- Parque nacional de Analamazaotra, 26,5 km². Antes formaba parte del parque nacional de Andasibe-Montadia como reserva natural.
- Parque nacional de Andohahela, 760 km²
- Parque nacional de Mananara-Norte, 230 km². Costa nororiental, región de Analanjirofo. El parque es el núcleo de una reserva de la biosfera de la Unesco de 1.440 km². Incluye un parque marino, Nosy Antafana, de 1.000 ha, formado por tres islotes. Clima tropical con 2900 mm de lluvia. Costa formada por un macizo de 569 m de altitud en cuyas pendientes más inclinadas se halla uno de los últimos bosques del este de Madagascar. Hay 54.000 hab. de la etnia betsimisarakas. Trece especies de lémur.[5]

- Parque nacional de Marolambo, 950 km². Entre 19°40′-20°40′ S y 47°30′-47°80’E, en el centro de Madagascar, entre las regiones de Atsinanana, Vatovavy-Fitovinany, Vakinankaratra y Amoron’i Mania. El nombre lo recibe de uno de los distritos, Marolambo. Es una zona boscosa con bosque primario húmedo, bosque degradado y bosque secundario. Hay diez especies de lémur, entre ellos lémur de collar blanco y negro, Propithecus edwardsiisifaca de Milne-Edwardssifaca de Milne-Edwards, lémur de vientre rojo, lémur mano gris y lémur pardo. Hay además, 4 especies de carnívoros, 7 de roedores, 2 de quirópteros, 1 de ungulado, 13 de aves, 2 de reptiles, 2 de anfibios y 4 de peces endémicos.[6] Se han catalogado 324 especies de plantas con flores. El parque constituye una importante fuente de agua, pues se halla en la línea divisoria entre el canal de Mozambique y el océano Índico, entre 800 y 1800 m de altitud, con una mayor humedad en la parte oriental.[7]

- Parque nacional de Lokobe, 862 ha, entre 13°23′ y 13°25′ S y 48°18′ y 48°20′ E, en la región de Diana, al sudeste de la isla de Nosy Be. Aquí se encuentra el único bosque original restante de la isla, del tipo Sambirano, como el río del noroeste de Madagascar. Se halla junto al mar, frente al parque marino de Lokobe, con arrecifes coralinos. Hay diez ríos permanentes, entre ellos los ríos Antsahavary, Andranomainty, Andranonakomba, Andranotsinomigny, Andranonakarana, Andrevarevabe, Sangambahiany, Andranomanintsy y Andranobe. Entre los lémures, el lémur negro, el lémur saltador de Nosy Be y el lémur ratón de Claire; además, un murciélago, el zorro volador de Madagascar.[8]

- Parque nacional de Ranomafana, 416 km²

- Parque nacional de Zahamena, 423 km². Montañas del nordeste, forma parte de la pluviselva de Atsinanana, patrimonio de la humanidad, en un área protegida de 649 km². Con altitudes entre 250 y 1.560 m forma la divisoria entre dos regiones llanas, dividido además en este y oeste por una zona habitada interior. Trece especies de lémur, bosque de 15-20 m de altura con helechos arbustivos. Zona reconocida por BirdLife International por su riqueza en aves, unas 112 especies de las que 67 son endémicas, por ejemplo la cúa azul.

- Parque nacional de Zombitse-Vohibasia, 363 km²
- Reserva natural integral de Tsingy de Bemaraha, 1520 km². Tsingy es una meseta kárstica.
- Parque nacional de Andohahela, 760 km²
- Parque nacional de Midongy del Sur, 1922 km². O Befotaka Midongy, a 42 km de la ciudad de Befotaka. Bosque lluvioso en el sudeste.
- Parque nacional de la Bahía de Baly, 571 km²
- Parque nacional de Kirindy Mitea, 722 km²
- Parque nacional de Masoala, 2.400 km². Incluye la isla Mangabe, reserva natural, de 5,2 km².
- Parque nacional de Marojejy, 555 km²
- Parque nacional de Andringitra, 312 km²
- Parque nacional Isalo, 815 km²
- Parque nacional de Ankarafantsika, 1.350 km²

- Parque nacional del Tsingy de Namoroka, 222 km². Reserva integral desde 1927, reserva especial en 1966, forma un complejo con el vecino Parque nacional de la Bahía de Baly, en el noroeste, 50 km al sur de Soalala. Precipitación anual de 1150 mm, media de 25.oC. Se caracteriza por los valles kársticos, cuevas, cañones y lagunas. 81 especies de pájaros con 31 endémicos. Ocho tipos de lémur. Treinta especies de reptiles.

- Parque nacional de Tsimanampetsotsa, 2629 km²

- Parque nacional de Sahamalaza e islas Radama, 650 km², entre 47°38′40″ E y 47°46′30″ E y 13°52′20″ S y 14°27′15″ S, en la región de Sava, en el noroeste. Es una reserva marina y de la biosfera, con 3 tipos de hábitat, bosque denso seco semicaducifolio, arrecife coralino y manglar, con 2 especies de lémures, uno de ellos el lémur negro de ojos azules y el ibis sagrado de Madagascar.

- Parque nacional de Mikea, 1846 km². región boscosa del sudoeste de Madagascar, entre Manombo y Morombe.

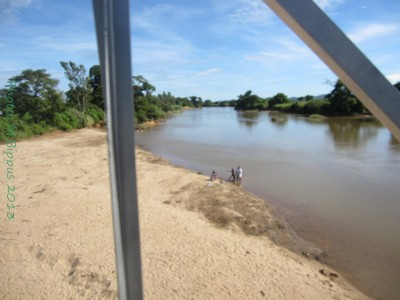
Río Manajeba en Marivorahona

- Complejo de áreas protegidas de Ambohimirahavavy Marivorahona, 5688 km². En el norte. Es una asociación de varias zonas protegidas, la Reserva natural integral de Tsaratanàna,[9] el Corredor forestal que enlaza Marojejy y Tsaratanàna o COMATSA,[10] y los sitios de Bemanevika y Mahimborondro. El conjunto se considera parque nacional. Está formado por varios ecosistemas, sobre todo boscosos, con una topografía muy variada que oscila entre 500 m y las cimas de Maromokotro, de 2876 m, Ambohimirahavavy, de 2015 m y Marivorahona, de 2236 m. Por su relieve y como castillo de agua, es fuente de varios ríos, entre ellos los ríos Sambirano y Ramena, o el río Sandrakota y sus afluentes Morapitsaka, Ampatika y Ambongamarina. Abunda el aguilucho lagunero malgache, entre 92 especies de reptiles, 110 de anfibios, 21 de lémures, 42 especies de micromamíferos y 153 de aves. Al este de la zona, abunda la vainilla, y al oeste, hay plantaciones de café.[11]

- Sitio cultural de Antrema, 204 km². En el noroeste, considerado parque nacional, Antrema alberga una población de unos 800 sifakas coronados, una especie de lémures grandes diurnos considerados por la población como la reencarnación de sus antepasados. También hay 8 parejas de lémur mangosta. Ambas especies están amenazadas por la fragmentación del bosque y los incendios.[12]

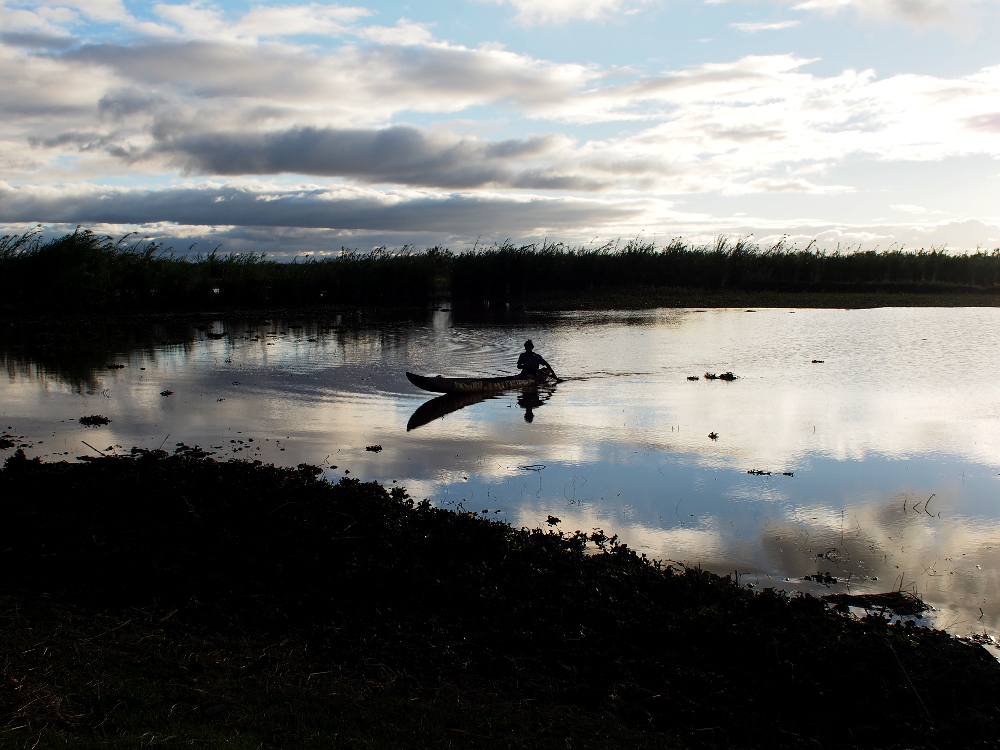
Lago Alaotra

- Parque nacional del lago Alaotra, 425 km². En el centro nordeste del país, es el lago más grande de Madagascar. Es también sitio Ramsar que incluye cuatro cursos cercanos de agua: Sahabe, Sasomanga, Sahamaloto y Anony. Estos humedales enlazan el río Maningory con el océano Índico. Es el único hábitat del bandro, un lémur pequeño que vive en los cañaverales del lago.[13]

- Parque nacional del río Nosivolo, 68 km². En el este de Madagascar, el río Nosivolo es un afluente del río Mangoro. Forma parte del sitio Ramsar del río Nosivolo y afluentes, que ocupa un área de 3600 km² a lo largo de 130 km del río. Alberga especies en peligro como los cíclidos Katria katria, Oxylapia polli y peces de la familia Bedotiidae, hasta un total de 19 peces endémicos.[14]

- Complejo forestal y lago Ambondrobe, 70,28 km². Aunque esté clasificado como parque nacional por la IUCN, este complejo de lagos y bosques en torno al lago Ambondrobe es principalmente un humedal bajo la categoría de sitio Ramsar. Es uno de los únicos sitios donde quedan poblaciones de la tortuga de cabeza grande de Madagascar (Erymnochelys madagascariensis), pigargo malgache y garcillas, entre otras especies de aves acuáticas. Es también el hogar de la nueva patrulla Durrell, que desde 2015 tiene 28 miembros. Se trata de una zona remota, sin cobertura y accesible solo en época seca. Las amenazas, como en Allaotra y Menabe son los incendios, la tala y la caza.[15]

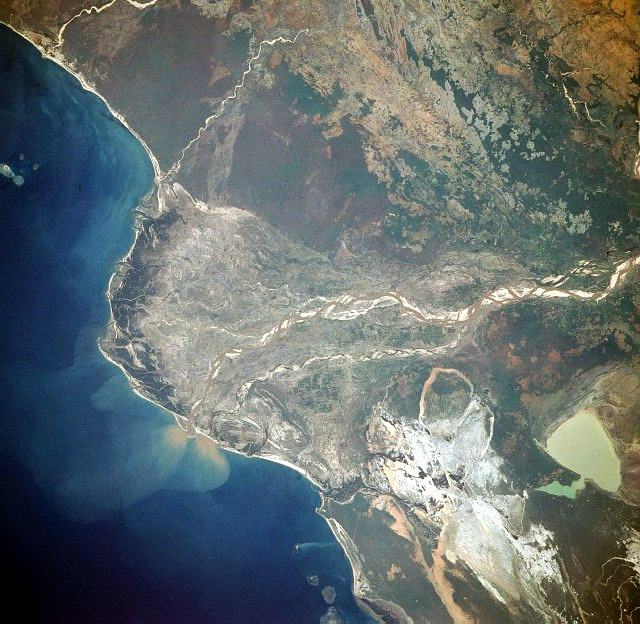
Delta del río Mangoky

- Complejo de humedales Mangoky Ihotry, 4266 km². En el distrito de Morombe, provincia de Toliara, en la costa sudoeste, engloba varias zonas protegidas: Kirindy-Mite, Menabe, Mikea y Tsimanampetsotsa. Forman la zona el río Mangoky y el lago salobre de Ihotry, con una mezcla de bosque denso seco al este y agua dulce y zonas costeras con manglares al oeste, en las bahías pequeñas y en el delta del Mangoky. El clima es subárido, con una estación fría entre junio y agosto (13,4 oC) y una cálida de diciembre a febrero (34,5 oC), con lluvias de noviembre a abril. la flora está dominada por el baobab Adansonia Grandidieri y la endémica Rhopalocarpus lucidus.[16] Es zona de interés para las aves de BirdLife International.[17]

- Bosque natural de Tsitongambarika, 586 km². En el sudeste. Parque nacional y área de importancia para las aves por BirdLife International, en el macizo de Tsitongambarika, que consiste en una serie de sierras alineadas de sudoeste a nordeste. El pueblo más cercano es Tôlanaro, 9 km al sur.[18]

- Área protegida de Beanka, 172 km². Sitio poco explorado en el oeste de Madagascar donde se encuentran los restos de especies extinguidas, como el lémur gigante de la especie Babakotia, los lémures Palaeopropithecus kelyus, Pachylemur sp. y Archaeolemur edwardsi), el carnívoro Cryptoprocta spelea, fósiles de cerdo hormiguero del géneroPlesiorycteropus sp.[19]

- Área protegida de Sahafina, 24 km². En el este de Madagascar, parte de la estrecha franja costera húmeda hasta 800 m de altitud. Al menos 7 especies de lémur.[20]

#### Islotes y áreas marinas

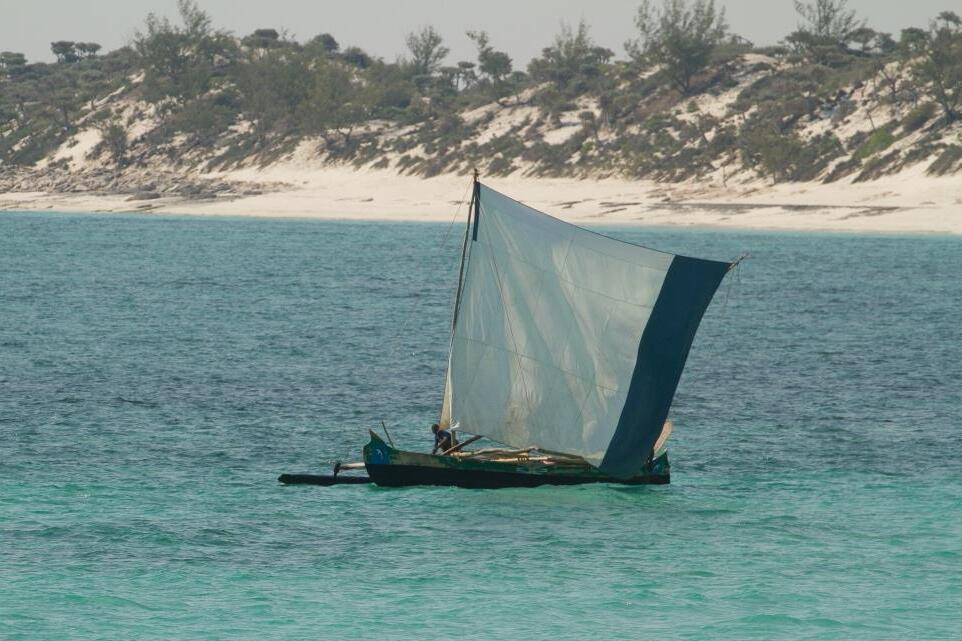
Zona protegida de Noisy Ve-Androka

- Parque nacional de Nosy Hara, 2,7 km² de islote en el extremo norte de Madagascar y 1833 km² con el área marina.
- Parque nacional de Nosy Tanikeli, 4 km². Islote y parque marino en el noroeste de Madagascar.[21]
- Área marina de Nosy Ve-Androka, 914 km². Área marina protegida en varias zonas del sudoeste.
- Nosy Antsoha, 28 ha. Pequeño islote en el noroeste de Madagascar, a una hora y media en barco al sudoeste de Nosy-Be. Es una reserva natural de lémures, que no tienen miedo de los seres humanos en este lugar. Forma parte, junto con Nosy Ankazoberavina, Nosy Vorona y Nosy Fanihy de las cuatro islas satélite de Nosy Be y como tal del parque nacional de Nosy Tanikeli.

## Reservas naturales integrales
- Reserva natural integral de Tsingy de Bemaraha, 834 km²
- Reserva natural integral de Betampona, 29 km²
- Reserva natural integral de Lokobe, 7,4 km²
- Reserva natural integral de Tsaratanana, 486 km², noroeste, el techo de Madagascar porque incluye el monte Maromokotra, que culmina a 2.876 m.[22]

## Reservas especiales

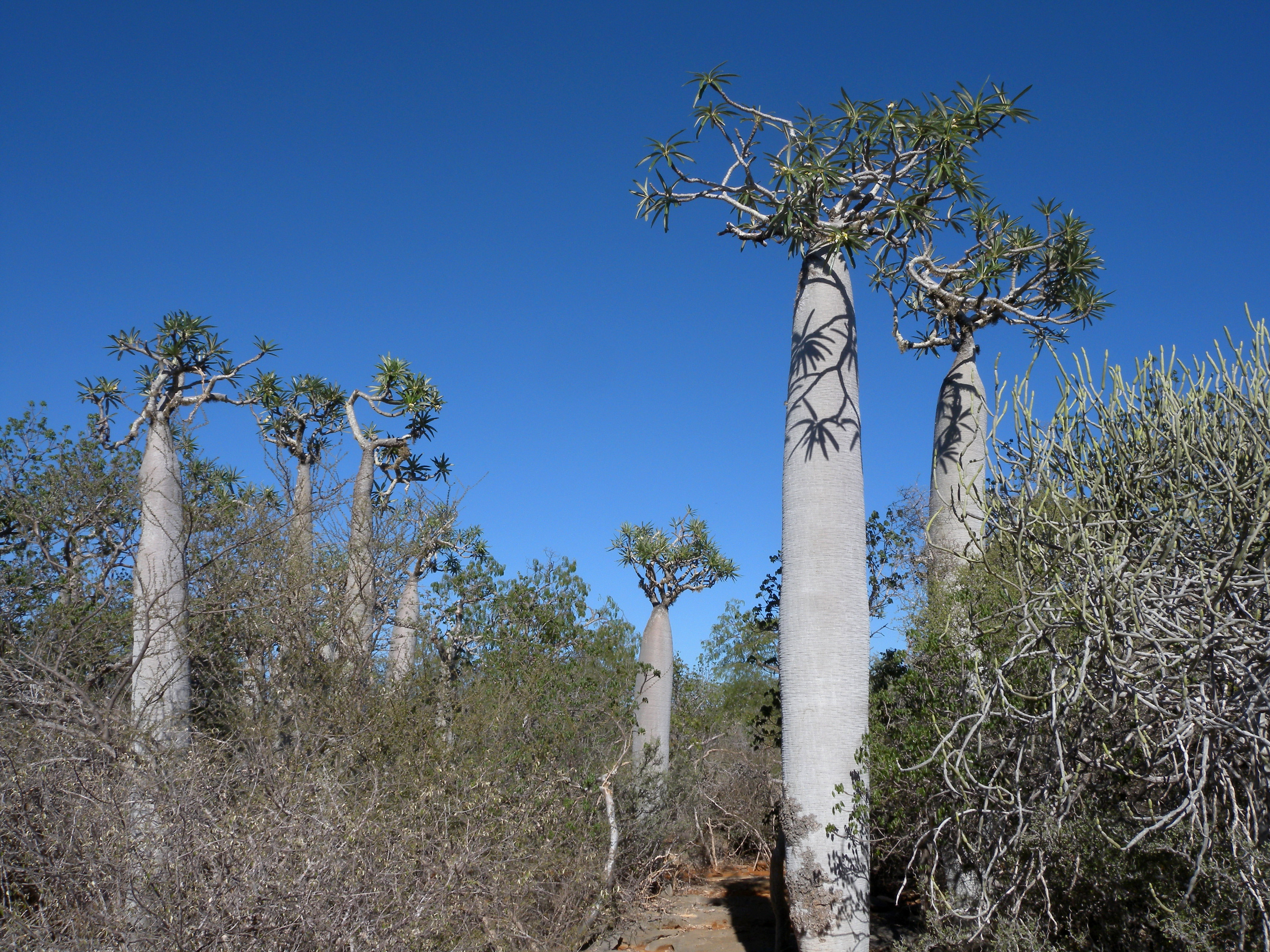
Parque nacional de Tsimanampetsotsa

- Reserva especial de Ambatovaky, 600 km²
- Reserva especial de Ambohijanahary, 247 km²
- Reserva especial de Ambohitantely, 56 km²
- Reserva especial de Analamazoatra, 8,87 km²
- Reserva especial de Analamerana, 347 km²
- Reserva especial de Anjozorobe.[23]
- Reserva especial de Andranomena, 64 km²
- Reserva especial de Anjanaharibe-Sur, 182 km²
- Reserva especial de Ankarana, 182 km²
- Reserva especial de Bemarivo, 115 km²
- Reserva especial de Bora, 48 km²
- Reserva especial de Beza Mahafaly, 0,6 km²
- Reserva especial del Cabo Sainte-Marie, 17,5 km²
- Reserva especial de la Montaña de Ámbar, 182 km²
- Reserva especial de Kalambatritra, 282,5 km²
- Reserva especial de Kasijy, 19,8 km²
- Reserva especial de Mangerivola, 130 km²
- Reserva especial de Maningoza, 79 km²
- Reserva especial de Manombo, 53,2 km²
- Reserva especial de Manongarivo, 327 km²
- Reserva especial de Marotandrano, 422 km²
- Reserva especial de la isla Mangabe, 5,2 km²
- Reserva especial del pico de Ivohibe, 34,5 km²
- Reserva especial de Tampoketsa-Analamaintso, 217 km². Noroeste, en Mahajanga. Bosque tropical, caduco, degradado, mosaico y de galería, con sabana, de difícil acceso, inundado entre noviembre y abril. Tres especies de lémures: lémur ratón rojizo, lémur pardo y Cheirogaleus.

## Sitios Ramsar
- Humedales de Bedo, 19,62 km².[24]

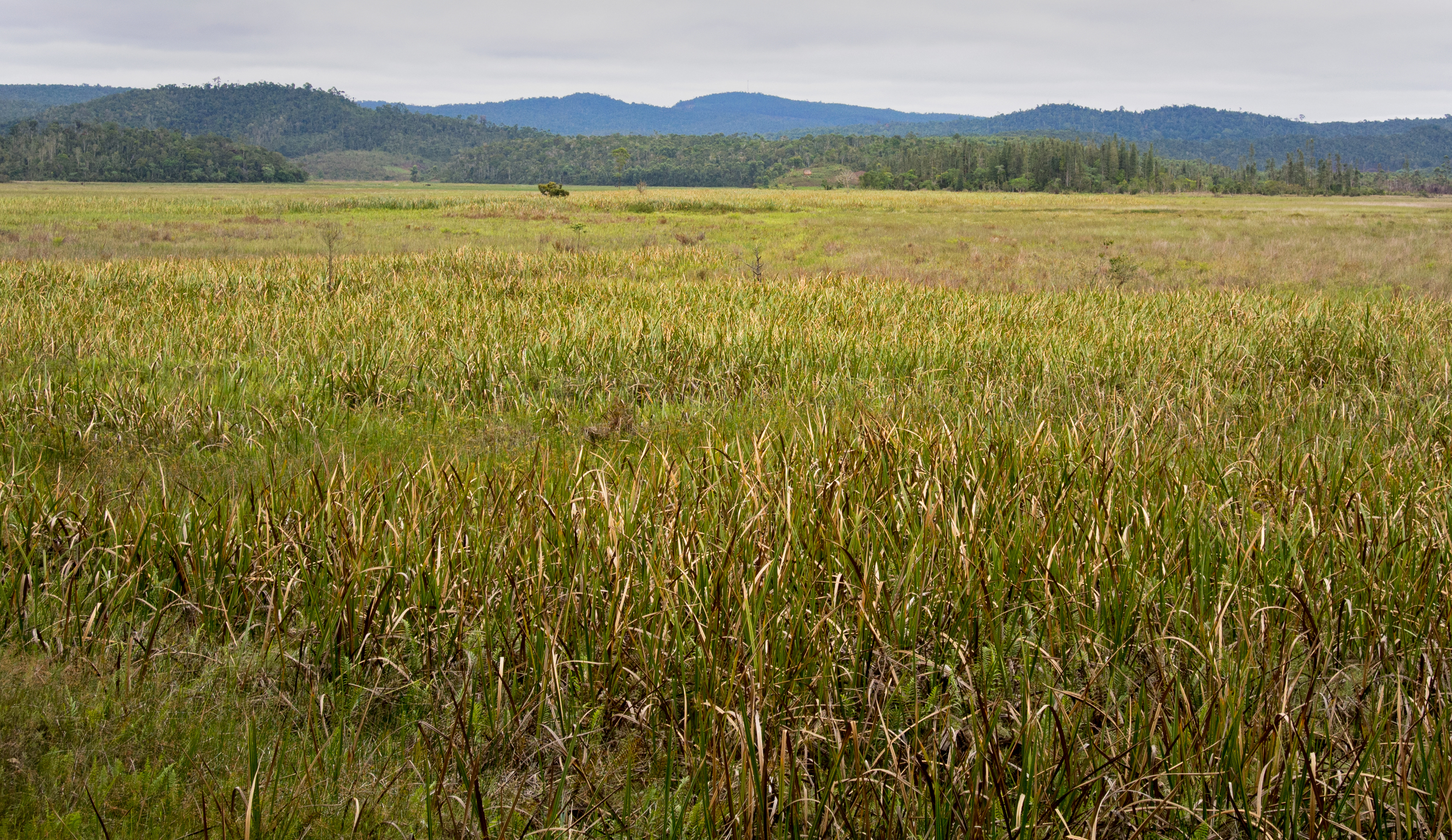
Humedales de Torotorofotsy

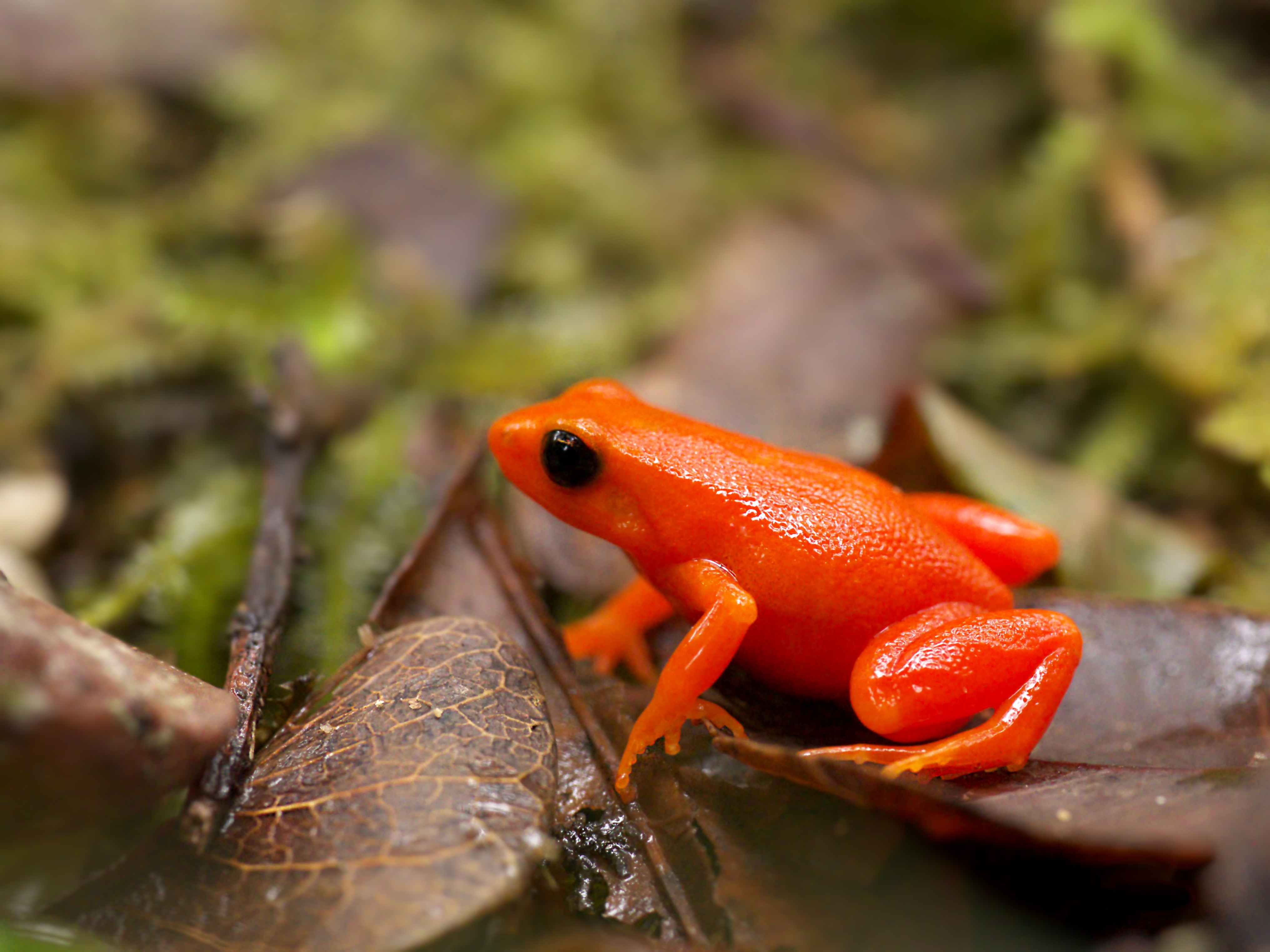
Mantella dorada, endémica de las marismas de Torotorofotsy

- Humedal de Torotorofotsy, con sus afluyentes, 99,93 km², número Ramsar 1453, en 18°52'S 48°21'E, en la región de Alaotra Mangoro. Las marismas de Torotorofotsy y los ríos que las abastecen: Mokaranana, Ankahelava y Ambasimbavy se encuentran en el este de Madagascar. Marismas y humedales permanentes y temporales con bosques primarios fragmentados por zonas de cultivo y bosque esclerófilo al oeste. La rana mantella dorada es endémica del lugar. Hay unas cien especies de aves, entre ellas la polluela de Waters, la garcilla malgache, el pato de Meller, el rascón malgache y la agachadiza malgache. El sitio está en el corredor forestal Ankeniheny-Mantadia-Zahamena, un área de conservación primordial en el centro-este de Madagascar. Las marismas juegan un importante papel en el control de las inundaciones del área de la comunidad de Andasibe y alimenta las plantaciones de arroz de los valles. También provee de agua a los habitantes de Maromahatsinjo.[25]
- Complejo de lagos de Manambolomaty, 74,91 km².[26]
- Lago Alaotra, humedales y vertientes, 7.225 km²
- Complejo de humedales de Bemanekiva, 100 km²
- Barrera de coral Nosy Ve Androka, 914 km²
- Humedales de Ankarafantsika, 331,5 km²
- Sitio biocultural de Antrema, 206 km²
- Humedal de Mandrozo, 151 km²
- Lago Kinkony, 138 km²
- Humedales de Sahamalaza, 240 km²
- Parque nacional de Tsimanampetsotsa, 2.037 km²
- Manglares de Tsiribihina, 472 km²
- Humedales de Ambondrobe, km²
- Humedales del Onilahy, 429 km²
- Lago Sofía, 16,5 km²
- Islas Barren, 4.632 km². Archipiélago entre 15 y 65 km al sudeste de Maintirano, en el canal de Mozambique, en los distritos de Maintirano y Antsalova, en la región de Melaky. Arrecifes de coral, praderas marinas, manglares, marismas de estuario, dunas costeras y bosques semiáridos. Hay 30 géneros de coral y 150 especies de peces. Entre las aves, pigargo malgache, en peligro crítico, garza malgache y cerceta malgache, cinco especies de tortugas, ocho de tiburón, el celacanto, 13 de delfines y dugongo. ballenas y rayas.[27]
- Parque de Tsarasaotra, 10,4 ha.
- Río Nosivolo y afluentes, 3.585 km²
- Complejo de los lagos Ambondro y Sirave, 1,448 km²

## BirdLife International
En Madagascar hay 84 áreas IBAs (Important Bird and Biodiversity Areas), de las que 17 están en peligro. En total, cubren una superficie de 5,840,853 ha. Además hay 7 EBAs (Endemic Bird Areas).
Asity Madagascar es el patrocinador de BirdLife International en la isla. Centrados en la conservación de los medios naturales para las aves, se basa en tres pilares: conservación, desarrollo y comunicación. Recientemente, se han añadido cuatro zonas nuevas de protección.
- Complejo de humedales Mahavavy–Kinkony
- Bosque natural de Tsitongambarika
- Pantano de Tororotorofotsy
- Complejo de humedales de Mangoky-Ihotry